# Топлофикация
Топлофикацията, също топлоснабдяване (или ограниченото по обхват градско отопление), е процес на производство, пренос, доставка, разпределение и потребление на топлинна енергия с топлоносител вода или водна пара, както и на гореща вода за битови и стопански нужди.
Осъществява се чрез обекти и съоръжения за производство, пренос, доставка и разпределение, свързани в топлоснабдителна система.

## В България
Процесът на топлоснабдяване в България се регламентира от Закона за енергетиката Архив на оригинала от 2017-12-15 в Wayback Machine.. Редът и техническите условия за топлоснабдяване, за оперативно управление на топлоснабдителната система, за присъединяване на производители и потребители към топлопреносната мрежа, за разпределение, прекратяване на топлоснабдяването и спиране на топлоподаването се определят с наредба на министъра на икономиката, енергетиката и туризма.
Има ясно разграничаване на няколко етапа в процеса на топлоснабдяването:
1. производство на топлинна енергия;
2. пренос на топлинна енергия;
3. разпределение на топлинната енергия.

Според Закона за енергетиката Архив на оригинала от 2017-12-15 в Wayback Machine. „Топлопреносна мрежа“ е система от топлопроводи и технологични съоръжения, разположени между границите на собственост на топлопреносното предприятие с топлоизточника и/или клиентите, служещи за пренос на топлинна енергия от топлоизточника до клиентите.